# Escut de Meliana
L'escut de Meliana és un símbol representatiu oficial de Meliana, municipi del País Valencià a l'Horta Nord. Té el següent blasonament:
| « | D'atzur, l'Ave Maria de sable, filetejat d'or, acompanyat de dos bolcants, d'argent. En punta, el camp d'or, carregat de quatre pals de gules. Al timbre, corona reial sense cimera. | » |

## Història
L'escut fou aprovat per Decret 1740/1967, de 20 de juliol de 1967, BOE núm. 175 de 24 de juliol.
L'Ave Maria sobre les llunes és un símbol de la reconquesta i representa el triomf de la fe cristiana per mediació de la Mare de Déu. Els quatre pals de gules indiquen que va ser vila reial i que no va estar sotmesa a cap senyor. A diferència d'altres escuts del País Valencià porta per timbre una corona reial tancada i no oberta. L'ajuntament utilitza un escut acabat en punta i no de punta rodona.